# Cristian Burci
Cristian Burci (n. 26 iulie 1965, Turnu Severin) este un om de afaceri din România. Potrivit Top 300 Capital, Cristian Burci are o avere de 300,000,000 de euro. Controlează grupul International Railway Systems (care este și cea mai mare afacere a sa, având o cotă de piață de 3% din producția mondială de vagoane, lider european al sectorului), companiile din industria feroviară Astra Vagoane Arad, Meva Turnu-Severin 
Romvag Caracal, compania de transport pe cale ferată Servtrans, precum și compania de trade marketing Cupon Pro.
Cristian Burci deține și trustul de presă Adevărul Holding al cărui portofoliu include tabloidul Click! și ziarul Adevărul.
În 2014 Cristian Burci a investit masiv în media, devenind acționarul principal al mai multor televiziuni locale și naționale printre care Prima TV și Mynele TV.
Afacerile lui Cristian Burci cu instituții și companii de stat sunt controversate, falimentarea fabricii de vagoane Romvag Caracal intrând sub lupa DIICOT. Modul în care companiile sale din domeniul feroviar își adjudecau contracte cu statul în vremea guvernării Adrian Nastase, cu Miron Mitrea ministru al transporturilor este de asemenea controversat.
De asemenea, numele lui Burci apare și în intermedierea unor contracte cu dedicație în domeniul apărării și al comunicațiilor militare din România, alături de controversatul om de afaceri și lobbyst american Elliott Broidy.